# Borghetto Lodigiano
Borghetto Lodigiano – miejscowość i gmina we Włoszech, w regionie Lombardia, w prowincji Lodi.
Według danych na rok 2004 gminę zamieszkiwało 3561 osób, 154,8 os./km².